# Gunther Schepens
Gunther Schepens (* 4. Mai 1973 in Gent) ist ein ehemaliger belgischer Fußballspieler auf der Position eines Mittelfeldspielers.

## Karriere
Der 1,75 m große Schepens wechselte als 24-Jähriger zur Saison 1997/98 von Standard Lüttich zum Karlsruher SC. Er besetzte die linke Außenbahn oder das linke Mittelfeld. Schepens stieg mit dem KSC in die 2. Bundesliga ab, wo er noch eine weitere Saison für die Badener auflief. 1999 ging Schepens zurück nach Belgien zu KAA Gent.
Zuletzt spielte er bei Schwarz-Weiß Bregenz in Österreich. Nach dem Konkurs des Vereins in der Saison 2004/05 beendete er seine Karriere.
Für die belgische Nationalmannschaft lief er von 1995 bis 1997 in 13 Länderspielen auf und erzielte drei Tore.